# 달팽이 식당
《달팽이 식당》(食堂かたつむり 쇼쿠도카타츠무리[*])은 오가와 이토의 2008년 소설이자 이를 원작으로 한 2010년 영화이다.

## 줄거리
애인이 가재도구 전부를 갖고 도망간 충격으로 목소리를 잃은 린코는 고향으로 돌아가 식당 〈달팽이 식당〉을 연다. 달팽이 식당의 손님은 하루에 한 커플씩, 린코가 만든 요리를 먹으면 소원이 이루어지는 식당이라고 입소문을 탄다. 그런 어느 날, 어릴적부터 싫어했던 엄마 루리코가 암에 걸려 남은 수명이 반 년이라는 사실을 듣게 되는데.....

## 등장인물
- 린코 - 시바사키 코우
- 루리코 - 요 기미코
- 쿠마 - 브라더 톰
- 네오콘 - 다나카 데쓰시
- 모모 - 시다 미라이
- 미도리 - 미쓰시마 히카리
- 슈 선배(슈이치) - 미우라 도모카즈
- 린코의 할머니 - 구사무라 레이코
- 마사코 - 도쿠이 유
- 하라 - 사토 지로